# G.729
G.729는 음성을 위한 오디오 데이터 압축알고리즘이다. 공식적인 명칭은 'CELP를 이용한 8 kbit/s의 음성 부호화'(CS-ACELP)이다.).
낮은 대역폭 요구사항 때문에 G.729는 대부분 음성 인터넷 프로토콜(VoIP) 프로그램에 쓰인다.

## G.729 부록
| 기능                             | - | A | B | C | D | E | F | G | H | I | C+ | J |
| -------------------------------- | - | - | - | - | - | - | - | - | - | - | -- | - |
| 낮은 복잡도                      |   | X | X |   |   |   |   |   |   |   |    |   |
| 고정소수점                       | X | X | X |   | X | X | X | X | X | X |    | X |
| 부동소수점                       |   |   |   | X |   |   |   |   |   |   | X  |   |
| 8 kbit/s                         | X | X | X | X | X | X | X | X | X | X | X  | X |
| 6.4 kbit/s                       |   |   |   |   | X |   | X |   | X | X | X  |   |
| 11.8 kbit/s                      |   |   |   |   |   | X |   | X | X | X | X  |   |
| DTX                              |   |   | X |   |   |   | X | X |   | X | X  |   |
| 임베디드 가변 비트레이트, 광대역 |   |   |   |   |   |   |   |   |   |   |    | X |

## G.729 부록 A
G.729a는 G.729와 호환가능한 확장판이다.

## G.729 부록 B
G.729는 음성 검출(VAD) 모듈이 작동하여 무음 압축 방식을 제공하는 부록 B(G.729b)로 확장되었다.

## 라이선스
G.729는 몇몇 회사들의 특허를 포함하고 있으며, '사이프로 랩 텔레콤'(Sipro Lab Telecom)이 라이선스를 갖고 있다. 사이프로 랩 텔레콤은 G.729 기술의 허가된 지적재산권 라이선스 관리자이자 특허 풀이다. 많은 국가에서 G.729를 사용하기 위해서는 라이선스 비용 및 로열티 비용을 지불해야 한다.
2017년 1월 1일 G.729 컨소시엄에서 허가된 특허의 특허 조항이 만료되었으며 만료되지 않은 나머지 특허는 로열티가 없는 상태로 사용할 수 있다. 따라서 G.729는 무료로 사용이 가능하다.